# Domicilio social
El domicilio social es la sede de las compañías mercantiles donde pueden ser localizadas a los efectos oportunos. Lugar de efectiva dirección y administración de la sociedad mercantil o donde tiene su establecimiento principal. Esta debe aparecer en los estatutos sociales. 
Es la sede de la compañía mercantil y, por tanto, el lugar determinado en que la persona jurídica puede ser localizada a todos los efectos procedentes. En el caso de la sociedad anónima, se exige que el domicilio esté en territorio español y en el lugar del centro de la efectiva administración y dirección de la sociedad o donde se encuentre su principal establecimiento. El llamado domicilio de explotación es el en que se desarrollan las principales actividades de su industria, y no suele coincidir con el domicilio social. Se habla de domicilio registral para referirse al que consta en la inscripción correspondiente en el Registro mercantil, si es distinto del que deba constar según la normativa aplicable.

## Características del domicilio social[2]
- Será donde se realice las tareas de gestión y dirección de la organización o bien en el centro donde lleve a cabo su principal explotación.
- Deberá figurar en los Estatutos de la Sociedad
- Tendrá carácter público al figurar en los Estatutos y ser publicados en el Registro Mercantil.
- Será el domicilio de referencia en cuestiones administrativas, organizativas o de dirección.
- Salvo que se dicte o se publique lo contrario, será el centro de reunión de la junta de la empresa
- Su localización determinará el Registro Mercantil, los juzgados y la Delegación Tributaria competentes, así como la normativa local o autonómica aplicable.